# Тендай
Тендай е Японска Махаяна Будистка школа произлизаща от Китайската школа Лотосова Сутра или още Тянтай.

## История
Ученията на Тянтай са пренесени първо от китайския монах Джанжън (на японски Ганджин) в средата на 8 век и това дало началото на краткотрайно просъществувалата школа Рицу макар че тази гледна точка не е общоприета. През 805 г. японският монах Сайчо (наречен още Денгьо Дайши) се връща от Китай с ново текстове на Тянтай и построява храм на, Енрякуджи и той става център за учене и практика на това, което е японската школа Тендай. Във философско отношение японската Тендай не се отличава съществено от китайската Тянтай. Трябва да се отчете обаче, че донесеното от Сайчо не е само от школата Тянтай, но също и елементи от Зен, Миккьо и Виная. Тенденцията да включват широк обхват от учения продължава и при приемниците на Сайчо като Еннин и Енчин. Впоследствие обаче именно поради многообразието в Тендай започва оформянето на подшколи. По времето на Рьоген се появяват две отделни групи: Саммон или Планинската група, последователи на Еннин и Джиммон, или Речната група от последователи на Енчин. Тендай процъфтява под патронажа на Императорското семейство и благородниците на Япония, особено клана Фудживара. Тендай става преобладаващият вид Будизъм на Япония за много години и дава основа за раавитието на много други течения като Ничирен, Хьонен, Шинран и Доген – всички големи мислители на тези школи са обучавани първоначално като монаси на Тендай. Японският Будизъм е повлиян от Тендай в много по-голяма степен, отколкото китайският Будизъм от неговия предшественик Тянтай. Поради покровителстването и растящата популярност сред висшите класи Тендай става не само уважавана, но също влиятелна в политически и дори военно отношение. През периода Камакура школата дори се опитва да използва покровителстването за да се противопостави на конкуриращите я Ничирен, която набира сила сред търговците от средната класа и школата на Чистата Земя, печелеща почитта на бедните класи. Енрякуджи, храмов комплекс на планината Хией се превръща в могъщ център на власт, посещаван не само от монаси аскети, но също и от монаси-войни (сохей), които воювали в защита на интересите на храма. В резултат на това през 1571 г. Енрякуджи бил сринат от Ода Нобунага като част от борбата му за обединяване на Япония. Той гледал на монасите като заплаха и съперници, които могат да използват религиозните си искания за да обединят народа на своя страна. По-късно храмовият комплекс е построен наново и продължава да бъде главен храм за школата Тендай.

## Ученията на Тендай
Философските възгледи на Тендай позволяват помиряването на традиционните аспекти на японската култура като Шинто и традиционната естетика, като използват централната идея на Махаяна, че капацитетът за постигане на просветление е присъщ на всички неща. Също така използват основната Махаяна идея, че светът на явленията, светът на нашите преживявания е в основата си израз на Будисткия закон (Дхарма). В Тендай се твърди, че явленията „такива каквито са“ са израз на Дхарма. За Тендай най-висшият израз на Дхарма е Лотосовата Сутра. Следователно преходната природа на всички сетивни преживявания се състои от ученията на Лотосовата Сутра. Съществуванието и преживяванията на всички непросветлени същества са в основата си равнозначни и неотделими от ученията на Лотосовата Сутра.

## Тендай иВаджраяна
Една от промените в школата е добавянето от Еннин на езотеричния ритуал Миккьо, наречен по-късно Таймицу. Според традицията на школата ритуалът Таймицу е толкова важен, колкото и екзотеричните учения на Лотосовата Сутра. Тук чрез рецитиране на мантри, поддържане на мудри и практикуване на определени медитации човек става способен да види сетивния опит като ученията на Буда, да развие увереност, че той самият е присъщо просветлен и може да постигне просветление още в това тяло. Произходът на Таймицу е открит в Китай, подобно на линията, на която Кукай попада при пътуването си в Китай по времето на династията Танг и Сайчо насърчава учениците си да я получат от него. 